# La Tasajera, Cosalá
La Tasajera är en ort i Mexiko.   Den ligger i kommunen Cosalá och delstaten Sinaloa, i den centrala delen av landet, 900 km nordväst om huvudstaden Mexico City. La Tasajera ligger 263 meter över havet och antalet invånare är 137.
Terrängen runt La Tasajera är huvudsakligen kuperad, men den allra närmaste omgivningen är platt. La Tasajera ligger nere i en dal. Runt La Tasajera är det mycket glesbefolkat, med 4 invånare per kvadratkilometer. Närmaste större samhälle är Cosalá, 14,6 km nordväst om La Tasajera. I omgivningarna runt La Tasajera växer i huvudsak lövfällande lövskog.